# San Felipe Usila
San Felipe Usila är en ort i Mexiko.   Den ligger i kommunen San Felipe Usila och delstaten Oaxaca, i den sydöstra delen av landet, 300 km sydost om huvudstaden Mexico City. San Felipe Usila ligger 126 meter över havet och antalet invånare är 5 063.
Terrängen runt San Felipe Usila är varierad. San Felipe Usila ligger nere i en dal. Runt San Felipe Usila är det ganska glesbefolkat, med 42 invånare per kvadratkilometer. San Felipe Usila är det största samhället i trakten. I omgivningarna runt San Felipe Usila växer i huvudsak städsegrön lövskog.